# Фалишћани
Фалишћани или Фалисци (лат. Falisci, стгрч. Φαλίσκοι) су древни италски народ, који је живео на северу Лација. Говорили су језиком који је сличан латинском. Древни хроничари повезивали су Фалишћане са  Пелазгима (Дионисије из Халикарнаса) и Етрурцима (Страбон), што се објашњава њиховим раним уласком у културну сферу Етрураца. Центар Фалишћана био је град Фалерија. По археолошким налазима, култура овог народа била је блиска Виланованској култури, док се у каснијим слојевима примећује контакт са Грцима и Феничанима. У историјско доба, постали су јужна периферија Етрурије. 
Упркос доминације Етрураца, Фалишћани су сачували многе карактеристике свог италског порекла. Поштовали су богиње Јунону Квиритис и Феронију, и култ бога Сорануса на планини Монте Соракте (лат. mons Soracte)
Римљани су их покорили 241. године пре нове ере, и асимиловали. 